# رقم الفريق (كرة القدم)
رقم الفريق هو نظام يُستخدم في الاتحاد الدولي لكرة القدم لتحديد وتمييز اللاعبين الموجودين في الملعب، طُبقت هذه الأرقام في كرة القدم لإيضاح أدوار اللاعبين على الملعب، إذ يُشير كل رقم لدور ومسؤوليات محددة لحاملهِ على الملعب. مثلًا، تُمنح الأرقام الدنيا تاريخيًا للمدافعين، فيما تُمنح الأرقام الأكبر وخاصة 7 و9 و10 للنجوم في صناعة اللعب والوسط المهاجم والمهاجم. هناك بعض الأرقام المتفق عليها عالميًا والتي تستخدم في منصب معين، لأنها مرتبطة جوهريًا به.

## التاريخ

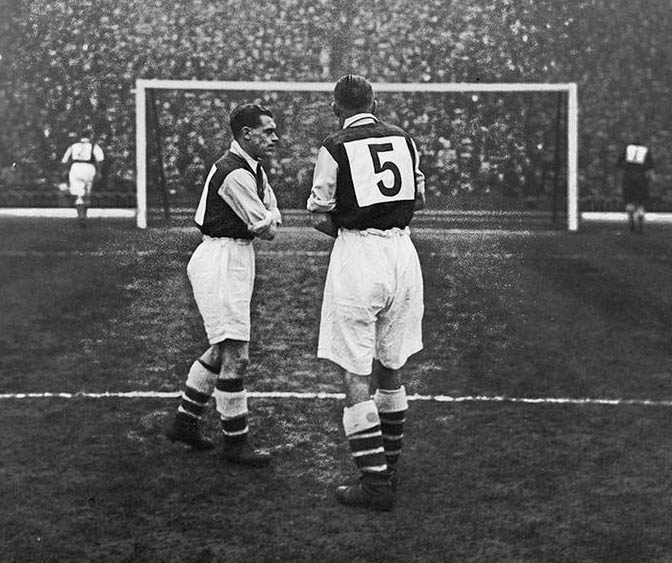
أرسنال يرتدي قمصان مرقمة في مباراة ودية ضد نادي فيينا عام 1933. ظهرت القمصان المرقمة لأول مرة في إنجلترا عام 1928 عندما لعب آرسنال أمام شيفيلد وينزداي.

ارتدى لاعبو كرة القدم قمصانا مرقمة للمرة الأولى في عام 1928، عندما التقى نادي أرسنال بمواطنه شيفيلد وينزداي، ووزعت الأرقام من 1 إلى 11 بين اللاعبين.

## الأرقام
أرقام الفريق تبدأ من الرقم 1 إلى 99 ولكن هنالك أرقام تستخدم بشكلٍ إلزامي في كرة القدم وخاصة للاعبي الفريق الأساسي، وهذه الأرقام هي:
- القميص رقم 1: مخصص لحارس مرمى الفريق الأول في النادي ولا يُمنح أبدًا للاعب في مركز مختلف.
- القميص رقم 2: هو رقم خاص بالمدافعين، وتحديدًا للظهير الأيمن.
- القميص رقم 3: هو رقم خاص بالمدافعين، وتحديدًا للظهير الأيسر.
- القميص رقم 4: يُمنح لقلب الدفاع أو مهاجم أيسر أو لاعب الوسط المدافع أو لاعب الوسط المهاجم.
- القميص رقم 5: خُصص لقلب الدفاع.[3]
- القميص رقم 6: شائع ارتدائه بين قلب الدفاع أيضاً، وبدأ يرتبط مؤخراً بلاعبي الوسط المدافع.
- القميص رقم 7: خُصص للأجنحة وغالباً للجناح الأيمن، والمهاجمين المتحركين (مهاجم ثانٍ)، ومع هذا فقد ارتداه مجموعة من أبرز المهاجمين المتمركزين في تاريخ كرة القدم أمثال كريستيانو رونالدو، مما منحه وضعًا كلاسيكيًا فريدًا.
- القميص رقم 8: يرتبط بلاعبي الوسط أصحاب الأدوار الهجومية، والذين اعتادوا تسجيل الأهداف وكذلك صناعتها لزملائهم.
- القميص رقم 9: يُمنح عادة للمهاجم المتمركز داخل منطقة الجزاء، أو المهاجم الرئيسي في الفريق، هو رقم ارتبط باللاعب الهداف وضمن أي طريقة لعب، خاصة 4-3-3 و4-4-2 و4-2-3-1.
- القميص رقم 10: يُمنح القميص رقم 10 لصانع الألعاب «صانع الألعاب هو لاعب يمتلك المهارة والرؤية والقدرة على صناعة اللعب وقيادة المنظومة الهجومية من خلال التمريرات الدقيقة وقراءة تحركات زملائه دون كرة واختيار التوقيت والمكان المناسب للتمرير.» أو يشير إلى نجم الفريق في عالم كرة القدم، وهو رقم ليس من السهل ارتداءه، ورقم يتعين على اللاعب العمل بجد للحصول عليه.[3]ليونيل ميسي يرتدي قميص منتخب الأرجنتين يحمل الرقم (10) في 2018

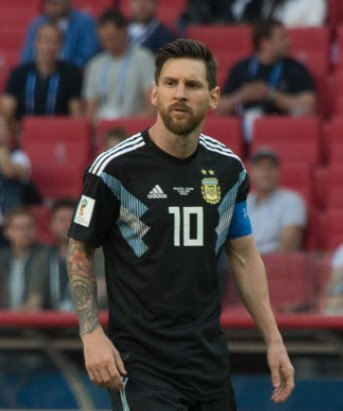
ليونيل ميسي يرتدي قميص منتخب الأرجنتين يحمل الرقم (10) في 2018

- القميص رقم 11: يُمنح عادةً للجناح الأيسر (مهاجم ثانٍ) في الفريق.[4][3]

## روابط خارجية
- مقالة عن ترقيم القمصان - القدس العربي